# دنیل مک‌دونالد (کشتی‌گیر)
دانیل مک دونالد (به انگلیسی: Daniel MacDonald)(زادهٔ ۹ اکتبر ۱۹۰۸ میلادی در تورنتو – درگذشتهٔ ۱۰ اکتبر ۱۹۷۹ در تورنتو) کشتی‌گیر کانادایی بود. وی دارنده مدال نقره بازی‌های المپیک تابستانی ۱۹۳۲ در کشتی آزاد بود و در بازی‌های المپیک تابستانی ۱۹۲۸ نیز شرکت کرد.

## مسابقه ورزشی
مک دونالد در بازی‌های المپیک تابستانی ۱۹۳۲ که در لس آنجلس برگزار شد؛ شرکت کرد و در فینال بازی را به جک فان ببر (کشتی گیر آمریکایی، مدال طلا) واگذار کرد؛ بدین ترتیب وی پس از جک فان ببر و بالاتر از اینو لینو (کشتی گیر فنلادی، مدال برنز) موفق به کسب مدال نقره در مسابقات کشتی آزاد شد.